# Barbados en los Juegos Olímpicos de Pekín 2008
Barbados estuvo representado en los Juegos Olímpicos de Pekín 2008 por un total de 8 deportistas, 7 hombres y una mujer, que compitieron en 3 deportes.
El portador de la bandera en la ceremonia de apertura fue el nadador Bradley Ally. El equipo olímpico barbadense no obtuvo ninguna medalla en estos Juegos.